# Kostel svatého Mikuláše (Nevojice)
Kostel svatého Mikuláše je římskokatolický chrám v Nevojicích v okrese Vyškov. Jde o farní kostel římskokatolické farnosti Nevojice. Je chráněn jako kulturní památka České republiky.
Farnost v Nevojicích existovala podle písemných dokladů již ve 14. století, která během třicetileté války zanikla. V roce 1785 zde byla zřízena tzv. lokální kuracie. Ke znovuobnovení farnosti došlo až v roce 1869.
Kostel má románské jádro, současná stavba vznikla roku 1670. Svým umístěním na vyvýšeném místě uprostřed obce tvoří výraznou krajinnou dominantu.
Jde o jednolodní obdélnou stavba na soklu s odsazenou apsidou v závěru a mohutnou čtyřbokou věží. Mezi lodí a věží je předsíň užší než loď. Předsíň je prolomena po jednom pravoúhlém okně, osvětlujícím kůr. Loď je osvětlena po dvou oknech v segmentově klenuté špaletě. Průběžná profilovaná korunní římsa nese sedlovou střechu, nad závěrem polokuželovou. Čtyřboká věž v západním průčelí je na osu prolomena pravoúhlým vchodem a na bočních fasádách v přízemí pravoúhlým oknem, v interiéru v segmentové špaletě.